# Giuseppe Romita
Giuseppe Romita (Tortona, 7 gennaio 1887 – Roma, 15 marzo 1958) è stato un politico italiano, più volte ministro.
Il suo percorso politico è diviso in tre periodi: il primo, dagli esordi nel Partito Socialista fino all'elezione a deputato nel 1919; segue il periodo delle persecuzioni fasciste che iniziò per lui quasi in contemporanea con il decreto di scioglimento dei partiti e si concluse con la liberazione; infine, dal secondo dopoguerra, il periodo della sua maturità politica che affianca ad un'intensa opera come membro dell'Assemblea costituente prima e ministro poi, l'attività politica di socialista autonomista che lo portò a fondare il Partito Socialista Unitario nel 1949.

## Biografia
Figlio di Guglielmo Romita e Maria Gianneli, proveniva da una famiglia povera: suo padre era contadino e in seguito capomastro con tre figli maschi e tre femmine. Nonostante le umili origini, Giuseppe Romita conseguì il diploma di geometra ad Alessandria. Nell'autunno 1907 si iscrisse al corso d'ingegneria del Politecnico di Torino dando lezioni private di matematica per mantenersi gli studi.

## Carriera

### Primi passi
Appena sedicenne, nel 1903 si iscrisse al PSI prima ad Alessandria poi alla sezione di Torino, divenendo membro esecutivo della sezione locale della FIGS e corrispondente locale del suo organo, l'Avanguardia.
Al congresso della FIGS del 18 ottobre 1910 entrò a far parte del consiglio nazionale abbracciando le tesi anti-monarchiche e repubblicane. Fu segretario della sezione del PSI di Torino nel 1911 aumentando il suo coinvolgimento politico e contemporaneamente riuscendosi a laureare in ingegneria nel 1913. Nel giugno del 1914 fu eletto in consiglio comunale sia nella sua Tortona che a Torino. Ritornò alla segreteria della sezione torinese del PSI in seguito all'arresto del precedente segretario e partecipò quindi alla "rivolta del pane" dell'agosto 1917, finendo in carcere fino all'aprile del 1918. 

### Deputato alla Camera
Finita la prima guerra mondiale, con le elezioni del 16 novembre 1919 venne eletto in parlamento con il PSI. Nel 1920 si sposò con Maria Stella, con cui ebbe due figli: Gemma nata nel 1922, e Pier Luigi nato nel 1924, a sua volta un importante uomo politico nel dopoguerra. Durante il biennio rosso sfociato con l'occupazione delle fabbriche, Romita, anche grazie al suo esser ingegnere, fu impegnato a dirigere la produzione industriale nelle fabbriche torinesi per garantirne la continuità operativa anche durante le occupazioni operaie.
Nel gennaio 1921, dopo la scissione di Livorno, Romita scelse di restare nel PSI e nel maggio dello stesso anno fu rieletto in parlamento. Nell'ottobre 1922 il PSI sancì l'espulsione dei gradualisti che egli cercò di evitare mediando fino all'ultimo. Al IV congresso della terza internazionale difese le ragioni dell'autonomia socialista divenendone il principale sostenitore. Le sue idee appoggiate da Nenni al congresso straordinario del PSI nell'aprile del 1923 impedirono sul nascere progetti di fusione col PCd'I.
Alle elezioni politiche della primavera del 1924 venne nuovamente eletto in parlamento. Durante la XXVII legislatura del Regno, infatti Romita partecipò nel corso del 1925 alla Secessione dell'Aventino e subì la lenta decadenza del mandato parlamentare il 5 novembre 1926, con il governo Mussolini che sciolse i partiti.

### La lotta sotto il fascismo

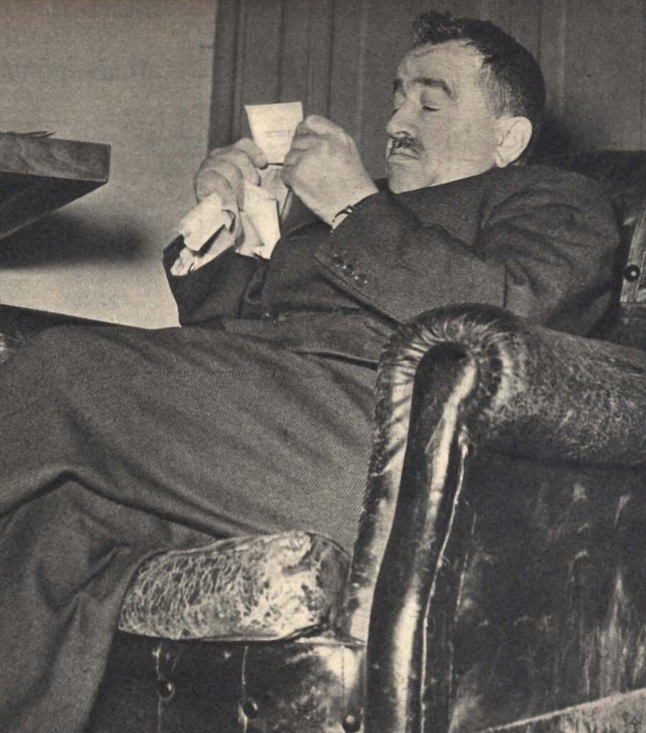
Giuseppe Romita

In seguito al decreto fascista che scioglieva i partiti, molti del gruppo dirigente del PSI decisero di andare in esilio a Parigi, ma Romita decise di rimanere in Italia. Fu arrestato il 16 novembre 1926 e condannato a cinque anni di confino prima a Pantelleria e poi nella più remota Ustica. Nel 1927 fu trasferito al carcere dell'Ucciardone di Palermo, accusato di reati contro il regime. Fu assolto ma confinato sull'isola di Ponza. Ottenne nel 1929 la libertà condizionata ma fu espulso dall'albo degli Ingegneri. Tornato nel 1930 a Torino, tentò subito con altri compagni e sindacalisti di riorganizzare la presenza socialista ma fu di nuovo arrestato il 31 agosto 1931. Fu condannato nuovamente al confino presso Veroli ove poté essere raggiunto dalla famiglia. 
Tornato in libertà il 20 giugno 1933 si stabilì a Roma. Riuscì, nonostante lo scoppio della guerra, ad aggregare un nucleo di socialisti e addirittura a rifondare in clandestinità un esecutivo socialista di cui fu eletto segretario col mandato di occuparsi del nord Italia. Operando in condizioni difficili riuscì a ricostituire il partito socialista che si fuse col Movimento di Unità Proletaria di Lelio Basso e l'Unione Proletaria Italiana prendendo il nome di Partito Socialista Italiano di Unità Proletaria. Il giorno successivo all'8 settembre 1943 si costituì il CLN in cui Romita insieme a Nenni fu chiamato a rappresentare il PSIUP. Nel 1944, dopo la liberazione di Roma, fu nominato vice presidente della Camera dei deputati, titolo quasi onorifico visto le vicissitudini del momento.

### Immediato dopoguerra
Al termine della seconda guerra mondiale entrò a far parte della Consulta Nazionale e ricoprì il ruolo di ministro in quattro diversi governi, dal 5 giugno 1945 al 31 maggio 1947, prima che con le elezioni del 1948 le sinistre andassero all'opposizione. 

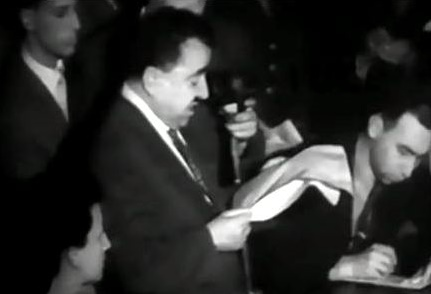
Il ministro Romita annuncia i risultati del referendum del 1946

È ricordato tra l'altro per essere stato il ministro dell'interno che gestì il referendum istituzionale sulla scelta fra monarchia e repubblica del 2 giugno 1946. In quella data fu eletto all'Assemblea Costituente, nella circoscrizione di Cuneo per la lista Partito Socialista Italiano di Unità Proletaria. Fu grazie al suo operato che si optò per un referendum popolare che decidesse la forma dello stato anziché lasciare tale decisione all'Assemblea Costituente. Per le sue idee repubblicane e per l'attivismo pro-referendum fu coinvolto nelle polemiche alimentate dagli ambienti monarchici per presunti brogli a favore della repubblica. In particolare il fatto che i risultati del referendum fossero stati resi pubblici solo il 5 giugno, a tre giorni dalle consultazioni, fomentò tale sospetto. In realtà Giuseppe Romita si preoccupò di tutelare l'ordine pubblico perché i primi dati che giunsero dal sud Italia davano vincente la monarchia, mentre in un secondo momento con l'arrivo dei dati dal nord le sorti si capovolsero. Il ministro temeva che l'alternarsi dei risultati surriscaldasse il popolo già acceso e spaccato.
Nelle settimane precedenti il referendum istituzionale, Romita creò un corpo di polizia ausiliaria con lo scopo di mantenere l'ordine pubblico in quel periodo pieno di tensioni politiche; tuttavia, non si rivelò una scelta azzeccata, in quanto circa quindicimila poliziotti appartenevano a formazioni partigiane d'ambiente comunista, che spesso conducevano azioni repressive nei confronti della propaganda monarchica, giungendo a compiere la strage di via Medina.
Romita, fervente repubblicano, nei suoi diari scrisse del suo sconforto durante i primi momenti dello spoglio quando sembrava che la monarchia avesse vinto il referendum.
Fu quindi prima ministro dei Lavori pubblici e poi del lavoro e della previdenza sociale fino al 31 maggio 1947.

### Fautore dell'autonomia socialista
Sin dal primissimo dopoguerra l'attività di Romita proseguiva su due piani paralleli. Accanto al piano istituzionale, che lo vide addirittura sfiorare la presidenza dell'Assemblea costituente (poi andata a Giuseppe Saragat) e ministeriale, fu, sul piano politico, protagonista dei fermenti interni al PSI che portarono alla nascita del PSU e successivamente all'unione col PSDI.
Nel gennaio 1947 Romita fu colto in contropiede dalla scissione di Palazzo Barberini con cui la rappresentanza del PSI alla costituente quasi si dimezzò. Nacque il PSLI (successivamente PSDI). In seguito alla scissione Romita rientrò nella direzione nazionale del PSI e divenne il principale rappresentante degli autonomisti (cioè dei contrari a un'alleanza troppo stretta con il PCI) all'interno del partito, posizionandosi nella destra interna al PSI. Pur fortemente critici nei confronti del PCI, al congresso nazionale del PSI del 19 gennaio 1948 a Roma gli autonomisti evitarono lo scontro e votarono a favore del Fronte popolare in unione col PCI per le elezioni del 1948, ma mettendo ai voti una mozione per mantenere le liste separate. La mozione non passò, ottenendo comunque il 32,7% dei voti dei delegati.
Divenne senatore per la terza disposizione transitoria della Costituzione, ma la sconfitta elettorale del Fronte Popolare alle elezioni del 1948 costrinse il PSI ad un nuovo congresso (Genova, 27 giugno 1948) dove gli autonomisti di Romita ottennero il 27%; risultato buono, vista la recente fuoriuscita dei saragattiani.
Gli autonomisti, e Romita, continuavano a dialogare sia con l'UDS che con la sinistra del PSLI, con l'obbiettivo di unire i socialisti in un'ottica autonomista. Per questi motivi, al congresso del PSI di Firenze dell'11 maggio 1949 si decise la sospensione di Romita dal partito per sei mesi. Ormai Romita non si riconosceva più nel PSI e si dedicò all'obbiettivo di riunire tutti i socialisti autonomisti sotto un'unica sigla. Così il 4 dicembre 1949 a Firenze nacque il Partito Socialista Unitario (PSU), che riuniva, oltre agli autonomisti di Romita fuoriusciti dal PSI, l'UDS e le correnti di centro sinistra del PSLI.
L'opera unitaria di Romita non venne meno neanche con la nascita di questo terzo partito socialista. Infatti, nel secondo congresso del PSU a Torino a fine gennaio del 1951, Romita fece passare (con una stretta maggioranza) una mozione per il dialogo unitario con il PSLI. Nel simbolico 1º maggio 1951 si addivenne alla fusione fra PSU e PSLI. Il nuovo soggetto, che ridusse a due i partiti socialisti, prese in un primo momento il nome di Partito Socialista Sezione Italiana dell'Internazionale Socialista (PS-SIIS). Al congresso di Bologna del 3 gennaio 1952 il PS-SIIS assunse la definitiva denominazione di Partito Socialista Democratico Italiano (PSDI) e Romita fu chiamato alla segreteria nazionale.
Nel 1953 Romita, d'intesa con Saragat, fu fautore di un reingresso del PSDI al governo per evitare una deriva a destra di stampo monarchico-conservatore, e nelle elezioni di giugno di quell'anno ritornò con il PSDI alla Camera dei deputati.

### Ancora ministro
Il rientro del PSDI nella maggioranza di governo lo riportò nel 1954, dopo sette anni, a un incarico ministeriale e per tre anni fu ministro dei lavori pubblici nei successivi due governi, Scelba e Segni.
L'ultimo periodo dell'attività politica e della vita di Romita è legato alle importanti realizzazioni intraprese nella sua veste di ministro dei lavori pubblici. Fu sotto il suo ministero che prese avvio il piano autostradale nazionale cui egli diede una forte spinta forzando le resistenze dell'ANAS che non aveva ancora approvato i piani tecnici di costruzione. Il 19 maggio 1956 insieme al presidente della Repubblica Giovanni Gronchi posò la prima pietra della futura Autostrada del Sole. Si dedicò con la stessa forza ai piani per l'edilizia popolare, alla costruzione di acquedotti e al rafforzamento del sistema portuale italiano. Fu fautore della creazione di una rete di infrastrutture determinanti per l'avvio del miracolo economico italiano (1958 - 1963). Diede il suo sostegno all'adesione alla Comunità europea del carbone e dell'acciaio (Ceca) e della Comunità europea di difesa (Ced).
Continuò a lavorare per l'unità socialista in chiave autonomista soprattutto dopo le aperture del PSI al suo congresso di Venezia del 1957. Fu eletto nel comitato centrale del PSDI al congresso di Milano del 1957. Non completò la legislatura alla Camera, perché, settantunenne, morì a Roma il 15 marzo 1958 per un attacco cardiaco.

## Sinossi degli incarichi di Governo
| Ministro                                       | Mandato                           | Governo                |
| ---------------------------------------------- | --------------------------------- | ---------------------- |
| Ministro dei lavori pubblici                   | 21 giugno 1945 - 8 dicembre 1945  | Governo Parri          |
| Ministro                                       | Mandato                           | Governo                |
| Ministro dell'interno                          | 10 dicembre 1945 - 13 luglio 1946 | Governo De Gasperi I   |
| Ministro                                       | Mandato                           | Governo                |
| Ministro dei lavori pubblici                   | 13 luglio 1946 - 2 febbraio 1947  | Governo De Gasperi II  |
| Ministro                                       | Mandato                           | Governo                |
| Ministro del lavoro e della previdenza sociale | 2 febbraio 1947 - 31 maggio 1947  | Governo De Gasperi III |
| Ministro                                       | Mandato                           | Governo                |
| Ministro dei lavori pubblici                   | 10 febbraio 1954 - 6 luglio 1955  | Governo Scelba         |
| Ministro                                       | Mandato                           | Governo                |
| Ministro dei lavori pubblici                   | 6 luglio 1955 - 19 maggio 1957    | Governo Segni I        |